# زغلول

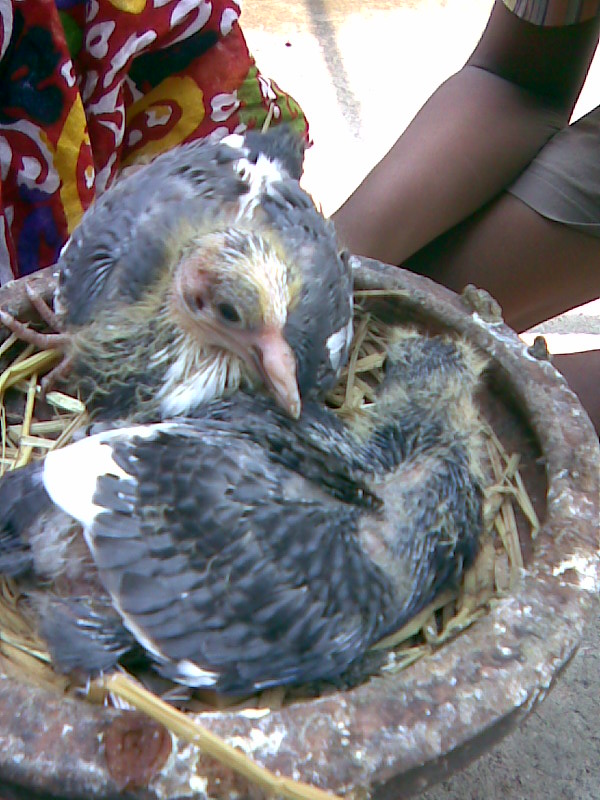
فراخ حمامة (زغاليل) تبلغ من العمر حوالي 20 يوما.

الزُّغْلُول هو فرخ الحمام ويطلق عادةً للحمام التي لم تجاوز أربعة أسابيع من عمرها. ويُسمَّى أيضاً الجَوْزَل وهو فرخ الحمام قبل وبعد نبات ريشه. يُعدُّ الزغلول (أو طبق الزغاليل، ويعرف بالعالم الغربي باسم سكواب «squab») من اللحوم المستهلكة على نطاق واسع حيث يوصف بأنه ذو مذاق يشبه لحم الدجاج الداكن في الطهي.